# Crocomela elisa
Crocomela elisa là một loài bướm đêm thuộc phân họ Arctiinae, họ Erebidae.